# Estação Parada Modelo
Parada Modelo é uma estação de trem do Rio de Janeiro.

## História
A parada modelo foi aberta na E.F. Teresópolis, sendo assim uma parada muito simples, porém parece ser bem cuidada